# 梁巨川

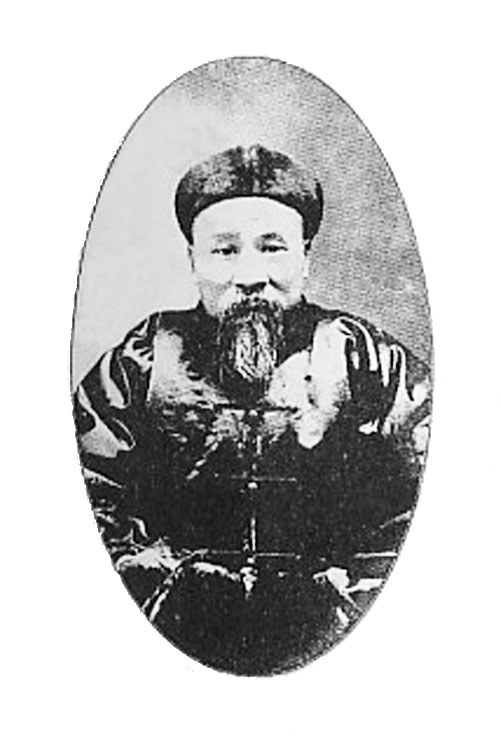

梁巨川（1858年—1918年11月10日），名濟，字巨川，以字行。廣西臨桂人。清末學者。北大哲学教授梁漱溟之父。

## 生平
祖先系蒙古族。父梁承光，剿捻軍於山西，卒官山西。巨川八歲時随母从山西返回北京，嫡母刘氏寒灯授業。光绪四年（1878年），任愿学堂义塾教师。光绪十一年（1885年），举顺天乡试。清末任內閣中書（四品）官職，十馀年不迁。光緒三十二年（1906年）调京师巡警厅任教养局总办委员。
民國之後，曾在民政部供職。避居城北隅彭氏宅，綽號叫「梁瘋子」。1918年9月27日，写《敬告世人书》，11月8日，60歲生日前夕投北京積水潭（净業湖）自盡，有遗书万馀言，強調「弟今日本无死之必要也。然国家改组，是极大之事，士君子不能视为无责。」「國性不存，國將不國。必自我一人殉之，而后让国人共知国性乃立国之必要。」，「我之死，非僅眷戀舊也，並將喚起新也。」「去年已決心，今年不復聽賣菱角聲，不吃西瓜矣」，信中还给徐世昌总统上书五条，惓惓者五事：曰民、曰官、曰兵、曰财、曰皇室，区画甚备。。谥贞端。梁漱溟兄弟編印其父遺著《桂林梁先生遺書》六種。
徐志摩评述道：“梁济的自杀是一种特殊价值，梁济是为了自己的理想——‘随你叫它什么吧：天理、义、理想或是康德的范畴——也就是孟子所说甚于生的那一点’而献出自己的生命，因此这一行为具有用不可磨灭的精神价值。”

## 延伸阅读
[在维基数据编辑]
 《清史稿·卷496》，出自趙爾巽《清史稿》